# Fultondale
Fultondale é uma cidade localizada no estado americano do Alabama, no Condado de Jefferson.

## Demografia
Segundo o censo americano de 2000, a sua população era de 6595 habitantes.
Em 2006, foi estimada uma população de 6905, um aumento de 310 (4.7%).

## Geografia
De acordo com o United States Census Bureau tem uma área de 31,7 km², sem área coberta por água.

## Localidades na vizinhança
O diagrama seguinte representa as localidades num raio de 16 km ao redor de Fultondale.